# Stora synagogan, Budapest

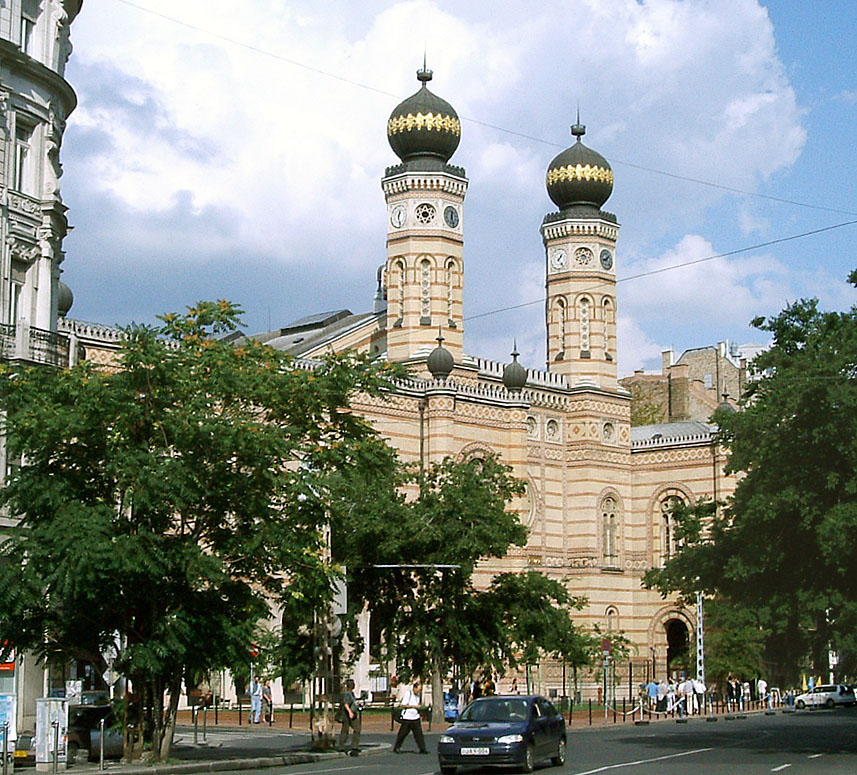
Stora synagogan i Budapest

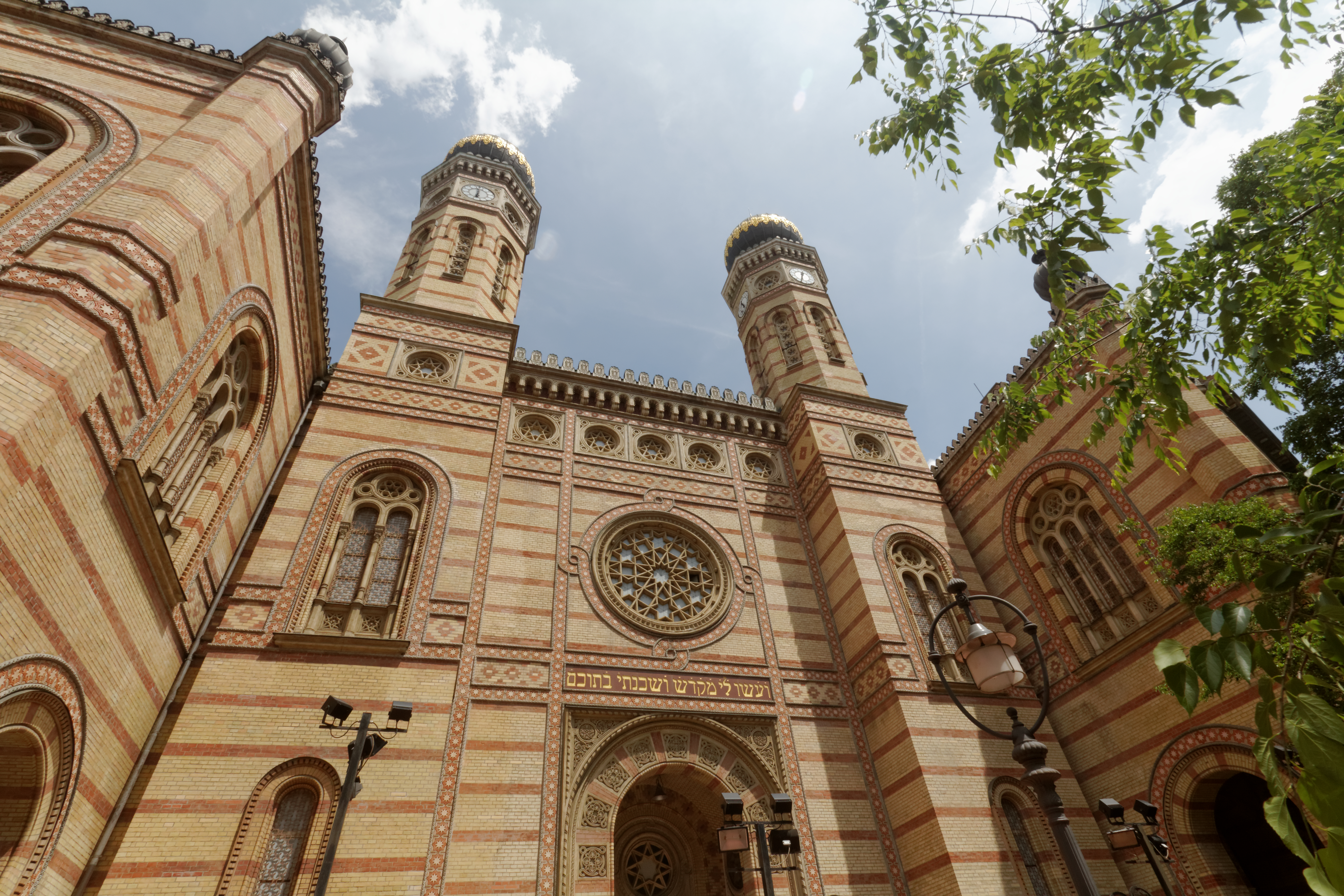
Große Synagoge Budapest

Stora synagogan, även känd som Dohánygatans synagoga, är världens näst största synagoga och finns i Ungerns huvudstad Budapest. Det finns sittplatser för ca 3 000 människor i synagogan. Synagogan byggdes mellan 1854 och 1859 i nymorisk stil, med dekorationen huvudsakligen baserad på islamiska modeller från Nordafrika och medeltida Spanien (Alhambra). I närheten av synagogan ligger metrostation Astoria på linje M2.

## Bilder

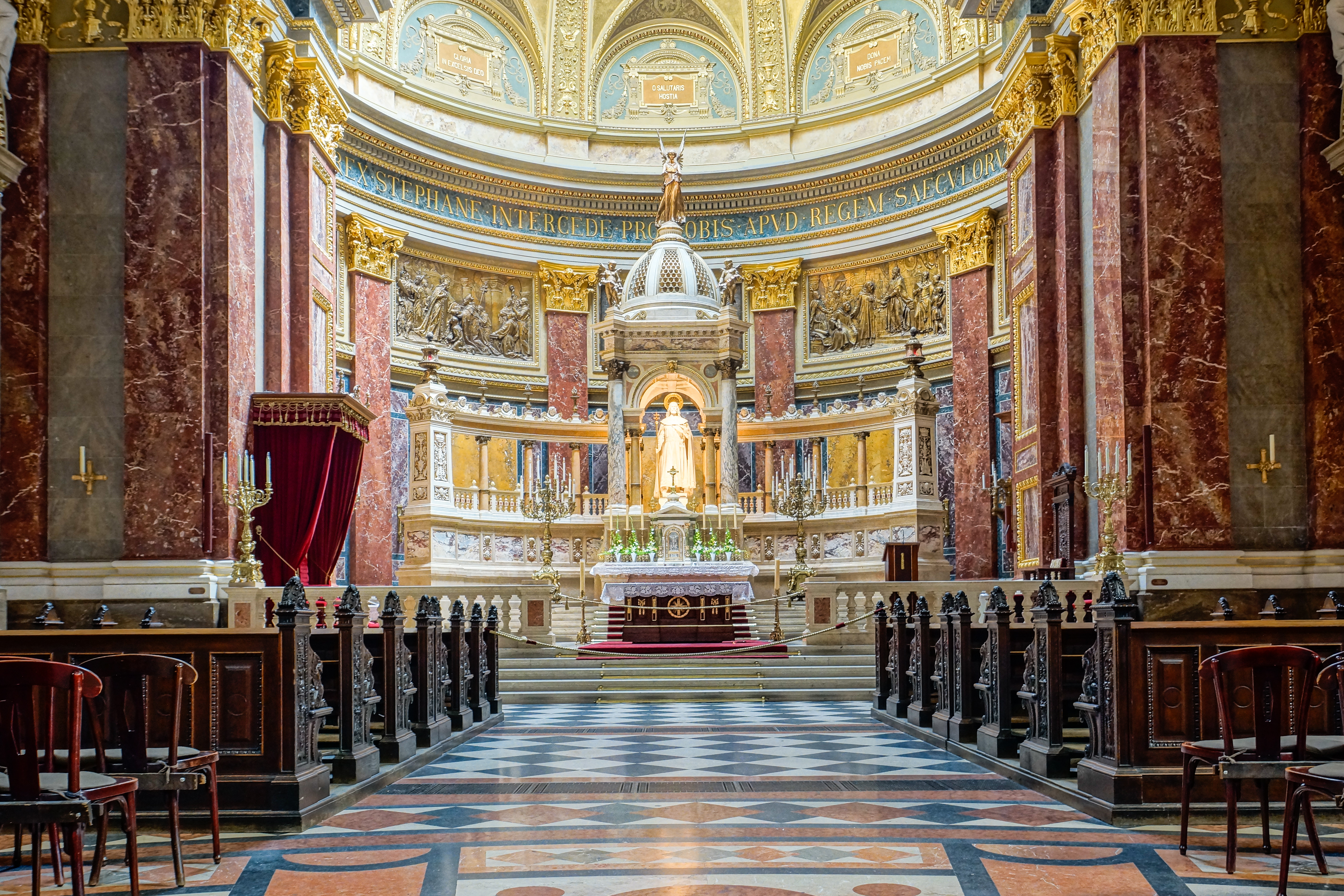
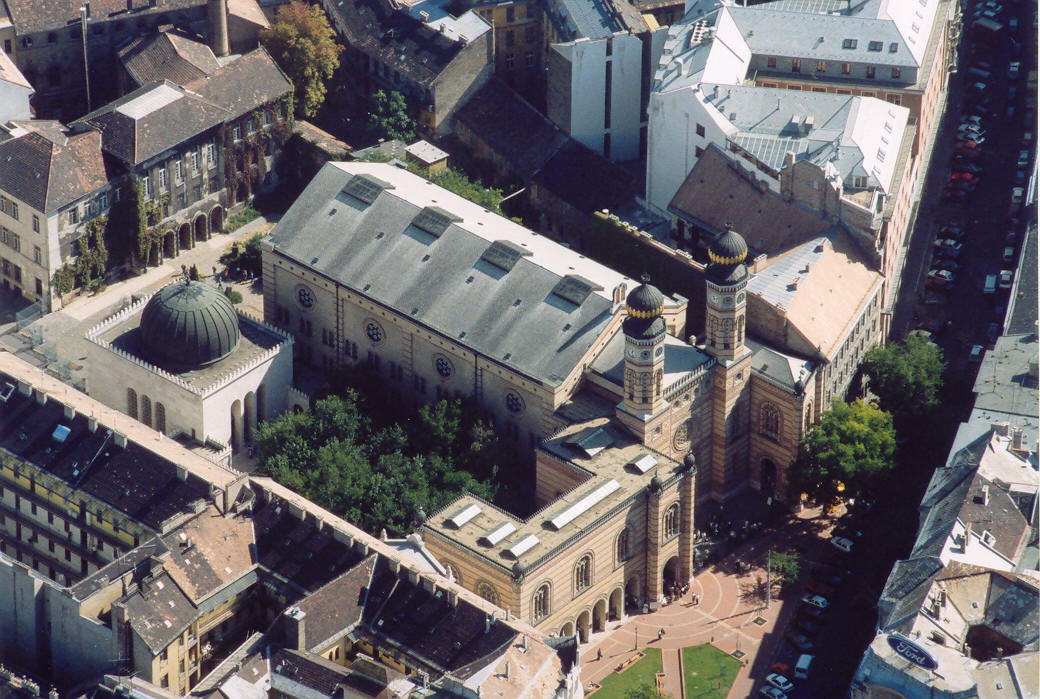
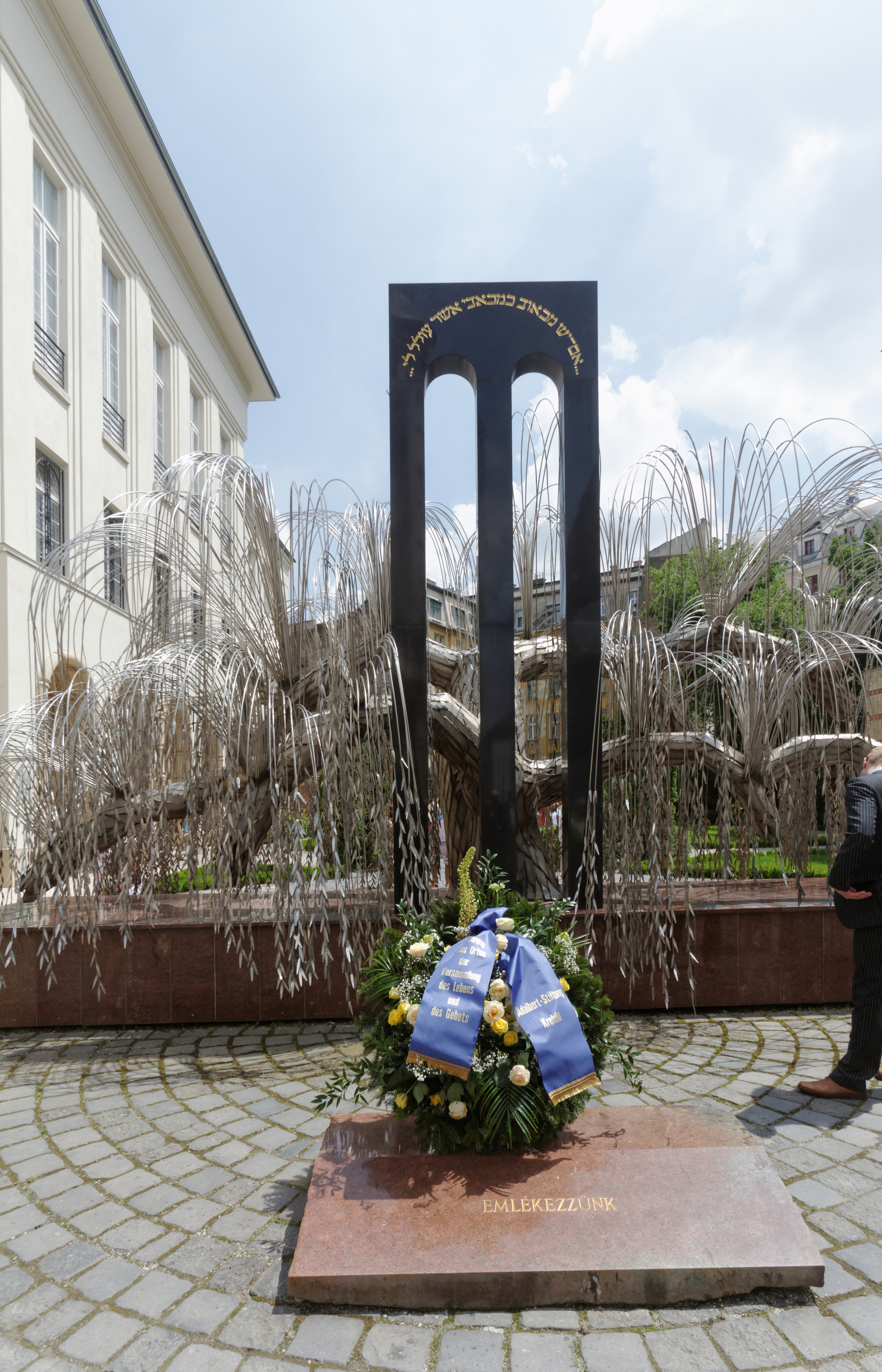
Synagoge Budapest 2013